# Chef (South Park)
Jerome "Chef" McElroy Jr. is een personage uit de animatieserie South Park. De stem van Chef werd ingesproken door Isaac Hayes. Toen Hayes stopte, betekende dat de dood en dus het vertrek van Chef uit de serie.

## Biografie
Chef was de kok van de schoolkantine van de South Park Elementary, maar kwam ook buiten de school soms voor in de serie, vooral als de vier hoofdpersonages (Kyle, Cartman, Kenny en Stan) hem om hulp of advies vroegen.
Chef is een kei in zingen en komt in veel seizoenen weer met een liedje over opvoeding, meestal irrelevant en erg seksueel getint. De vier kinderen hebben altijd rare vragen en willen graag een antwoord, en daar helpt Chef ze wel bij. Het bekendste liedje is Chocolate Salty Balls uit de aflevering Chef's Chocolate Salty Balls, dat op single uitgebracht werd en in verschillende landen een hit werd. Hoewel het liedje begint als een gezongen recept voor zoute chocoladeballen is de tekst dubbelzinnig en wordt duidelijk gesuggereerd dat het in werkelijkheid gaat over de testikels van Chef.
In maart 2006 gaf Scientology aanhanger Isaac Hayes aan zijn medewerking met het programma te willen beëindigen, omdat volgens hem het programma opmerkingen over zijn en andere religies maakt, die getuigen van intolerantie. Hij deed deze uitspraken na de aflevering "Trapped in the Closet", waarin Scientology en bekende aanhangers van de religie, Tom Cruise en John Travolta, op de korrel werden genomen. Na zijn dood heeft de familie van Hayes verklaard dat Isaac simpelweg wilde stoppen met South Park en de aflevering over Scientology nooit de reden is geweest dat hij de serie verlaten heeft. 
In de aflevering "The Return of Chef" overlijdt Chef. Hij valt in een afgrond en wordt vervolgens door een leeuw en een beer verscheurd. Deze aflevering was gemaakt naar aanleiding van de wijze waarop Isaac Hayes het programma South Park verliet.
Chefs ouders, Thomas en Nellie McElroy, wonen in Schotland. Zij komen maar in een paar afleveringen voor. Zij kunnen onder andere zielen uit lichamen bevrijden, zoals ze deden met Kenny's ziel uit het lichaam van Cartman. Ze waren niet te zien op Chefs herdenkingsdienst.